# Laura Kivelä
Laura Helena Kivelä-Jansson (Helsinki, 4 maggio 1952) è una tuffatrice finlandese.
Ha rappresentato l'Finlandia a tre edizioni dei Giochi olimpici estivi: Monaco di Baviera 1972, gareggiando nel concorso dei tuffi dal trampolino 10 metri ed in quello della piattaforma 10 metri.